# Różyna (Opole)
Pour les articles homonymes, voir Różyna.
Różyna est une localité polonaise du gmina de Lewin Brzeski, située dans le powiat de Brzeg (voïvodie d'Opole).